# Loosdrecht
Loosdrecht is een dorp in de gemeente Wijdemeren, in de Nederlandse provincie Noord-Holland. Loosdrecht bestaat uit twee delen, namelijk Oud-Loosdrecht (circa 2.055 inwoners) en het grotere Nieuw-Loosdrecht (circa 6.525 inwoners).

## Geschiedenis
Loosdrecht is vooral bekend als watersportdorp ten westen van Hilversum met aan elkaar verbonden recreatieplassen: de Loosdrechtse Plassen. Deze zijn in de 16e eeuw uit veengebied door turfwinning ontstaan. Het aantal plassen dat tot de Loosdrechtse Plassen gerekend wordt is afhankelijk van de definitie die wordt gehanteerd, maar het zijn er ten minste vijf.
Loosdrecht was oorspronkelijk ook een gemeente. Bij de gemeentelijke herindeling van 2002 werd de Utrechtse gemeente Loosdrecht met de Noord-Hollandse gemeenten Nederhorst den Berg en 's-Graveland samengevoegd tot Wijdemeren. Loosdrecht werd daarbij overgeheveld naar de provincie Noord-Holland.

## Trivia
- Rond de Loosdrechtse Plassen staan vele recreatiewoningen in parken, er zijn vele horecagelegenheden en havens voor pleziervaart. Ook varen er rondvaartboten. De bekendste havens zijn die van de Koninklijke Watersport Vereeniging Loosdrecht, Jachthaven Het Anker en Jachthaven De Otter, vermaard om zijn jazzavonden.
- Er staan vele monumentale boerderijen, ook zijn er nog talrijke originele zwart geteerde huisjes met rieten daken te zien, die aan de plassen staan.
- Ook is er het Kasteel Sypesteyn met bijbehoren de tuin, dat jhr. C.H.C.A. Sypesteyn, als laatste van zijn geslacht, tussen 1901 en 1927 op basis van fantasie liet bouwen. Hij bracht daar ook zijn collectie antiek onder, waaronder Loosdrechts porselein.[2]
- In de Loosdrechtse porseleinfabriek werd hoogwaardige porselein geproduceerd van 1774-1784 als werkgelegenheidsproject van dominee Joannes de Mol.
- De heerlijkheid Loosdrecht is eeuwenlang bezit geweest van de familie Van Amstel van Mijnden.
- De van origine 8e Loosdrechtse plas (Loenerveensche Plas) is omstreeks 1930 verkocht aan Amsterdam, voor de productie van drinkwater. De Waterleidingplas is nog altijd in gebruik.
- De kracht van de Loosdrechtse Plassen is dat alle zeven plassen aangrenzend zijn. Zonder aparte vaarwegen te bevaren zijn deze bereikbaar.

## Geboren in Loosdrecht
- Ab Krook (1944-2020), schaatscoach
- Feike Sijbesma (1959), voormalig bestuursvoorzitter Koninklijke DSM NV
- Nelleke Penninx (1971), roeister
- Jip Vastenburg (1994), atlete

## Overleden in Loosdrecht
- Hermann Friedrich Mertens (1885-1960), architect
- Theo Eerdmans (1922-1977), quizmaster, journalist en auteur
- Pieter Menten (1899-1987), ondernemer, kunstverzamelaar en veroordeelde oorlogsmisdadiger
- Bull Verweij (1909-2010), oprichter Radio Veronica
- Benny Vreden (1913-1975), zanger, liedschrijver, producent
- Bob Spaak (1917-2011), sportjournalist en radiopresentator.
- Herman Broekhuizen (1922-2012), kinderkoordirigent, radioprogrammamaker en schrijver/componist van kinderliedjes
- Gerard de Vries (1933-2015), zanger en diskjockey
- Bibian Mentel (1972-2021), paralympische snowboardster